# Estatuilla de Neferefra

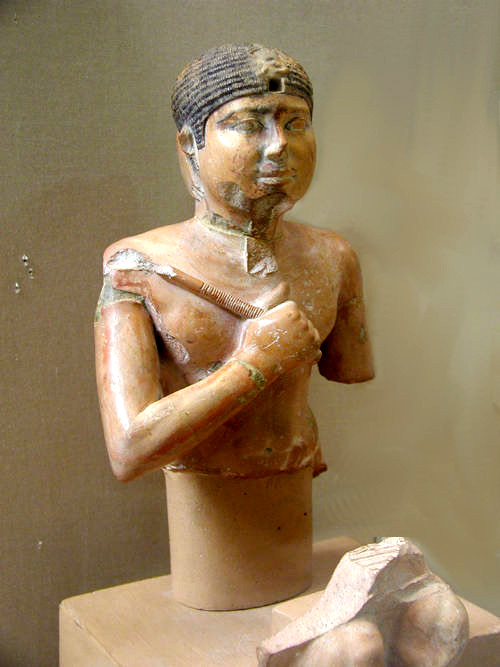
Estatua del rey Neferefra.

La estatuilla de Neferefra fue encontrada en varios fragmentos por excavaciones checoslovacas en 1984–85 en los restos del templo del complejo piramidal del rey en Abusir. Originalmente medía unos 34 cm de alto. La estatuilla se encuentra en exhibición en el Museo Egipcio de El Cairo (JE 98171). Debido a la buena conservación del rostro y los colores, es uno de los ejemplos más famosos de escultura real egipcia del Imperio Antiguo.

## Detalles
La estatua está hecha de piedra caliza rosa y se encontró en varios fragmentos, pero los restos no están completos. Muestra al rey sentado en un trono cúbico. Este último falta en su mayoría. El rey usa una peluca corta. En su frente hay un agujero donde se insertaba el ureo, ya perdido. El cabello está pintado de negro, al igual que el bigote que aun se percibe sobre los labios. La nariz está parcialmente rota. El rey portaba también la falsa barba ceremonial hoy igualmente perdida. Detrás de la cabeza está posado un halcón (símbolo de Horus) que extiende sus alas protector a los lados de la cabeza del rey. En cada garra lleva un anillo shen. El rey se muestra con el torso desnudo. En su mano derecha sostiene una maza. Falta casi todo el brazo izquierdo. También falta la parte inferior del cuerpo en su mayor parte. Solo se conservan las rodillas bien talladas que muestran que llevaba el faldellín shenti. Hay un fragmento de la base con los restos del pie derecho. En la base está tallada la breve inscripción: el rey del Alto y Bajo Egipto, Neferefra, por la eternidad. Finalmente, hay un fragmento de la parte posterior del trono y otro fragmento sin decorar de la base.

## Descubrimiento
Los fragmentos fueron encontrados en tres lugares dentro del templo piramidal de Neferefra. Cuatro de ellos fueron encontrados en una sala con columnas en la parte suroeste del templo. Tres fragmentos más provienen de una sala de almacenamiento alargada, justo al sur de esta sala, otros dos fragmentos de una pequeña salita al este de la sala.